# Margarete Schütte-Lihotzky

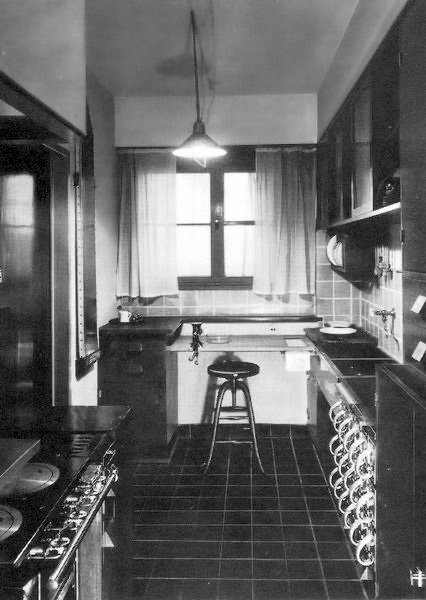
Frankfurter Küche

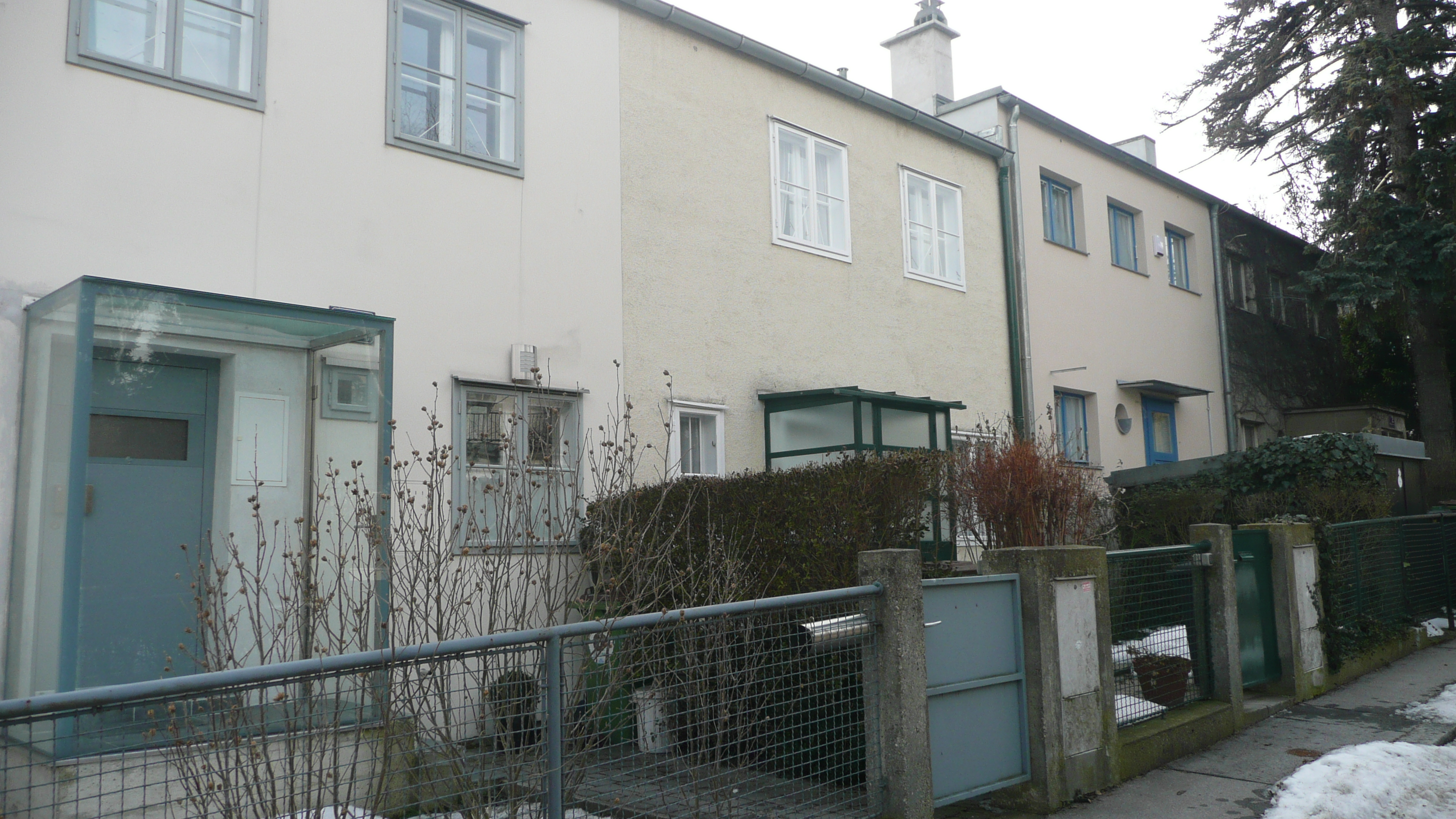
Werkbund Siedlung a Viena

Margarete –o Grette– Schütte-Lihotzky (Viena, 23 de gener de 1897 - Viena, 18 de gener de 2000), va ser la primera arquitecta austríaca. És internacionalment reconeguda pel projecte de la denominada «cuina de Frankfurt», de 1927. Va ser una pionera de l'arquitectura racional i humanitzada, una impulsora de l'habitatge social i icona de l'empoderament de la dona.

## Trajectòria
Schütte-Lihotzky es va graduar el 1918 i va treballar des de 1921 a la Secretaria d'habitatge de Viena, amb Adolf Loos com a arquitecte en cap, projectant habitatges i equipaments domèstics. Tots dos compartien la visió política i l'interès en les estratègies economitzadores de la racionalització, com la reducció dels espais de l'habitatge a partir de la disminució funcional dels seus components.
Des dels seus inicis Schütte-Lihotzky va dedicar esforços a millorar els espais de les ocupacions domèstiques per tal com considerava que esclavitzaven les dones; els seus projectes oferien un màxim d'equipament en un mínim d'espai.
El 1925 Ernst May la va convocar per treballar a Frankfurt perquè incorporés les seves pròpies idees i experiències de racionalització de l'organització domèstica al programa d'habitatge popular Neues Frankfurt. En els primers projectes, que van començar a construir-se el 1926, s'hi va instal·lar la que seria coneguda com la Frankfurter Küche, en la qual Schütte-Lihotzky aplicà totes les idees i coneixements que ja tenia desenvolupats per a l'estalvi de feina en l'organització domèstica, centrats en dos conceptes clau: higiene i ergonomia. La cuina va transformar l'habitatge modern, estava pensada a partir de l'eficiència en la feina diària, amb superfícies metàl·liques i enrajolades fàcils de netejar, la relació modular de les parts i els avanços tecnològics. La cuina era un sistema modular, el primer en la història, per abaratir costos amb sistemes d'elements de fabricació en sèrie i que permetia variar la seva conformació i mesura depenent del tipus d'habitatge en què s'hagués d'instal·lar.
En els projectes innovadors de Frankfurt van ser molt importants les aportacions de Schütte-Lihotzky sobre les necessitats derivades de diferents experiències vitals, com ara dones soles o parelles joves, advocant per habitatges amb programes específics, sense que això signifiqués la segregació en grups homogenis sinó tot el contrari. Ella i el seu marit, l'arquitecte Wilhelm Schütte, casats el 1927, van viure en un dels nous apartaments per a parelles joves de la Siedlung Praunheim.
Margarete Schütte-Lihotzky i Ernst May van ser els que més difusió van fer sobre els principis de les noves edificacions. En la revista Das Neue Frankfurt, fundada per May, i en revistes internacionals i diverses conferències, Schütte-Lihotzky argumentava que a Frankfurt eren els ingressos de les persones i no els ideals formals els que determinaven els projectes; la racionalització i fabricació en sèrie són necessàries per obtenir lloguers més baixos; la racionalització de l'organització domèstica serveix especialment per tenir més temps per a l'educació dels fills, la cultura, el temps lliure i l'esport; per construir habitatges mínims és necessari determinar la necessitat mínima de superfície per família; sent imprescindibles els serveis domèstics centralitzats. Schütte-Lihotzky confiava en l'alliberament de la dona per mitjà de la racionalització i de l'estalvi del temps dedicat a les tasques domèstiques. Malgrat que des de l'actualitat poguéssim criticar que no hagués plantejat la ruptura del rol de la dona com a única responsable de les tasques domèstiques, els seus plantejaments van ser molt progressistes, generant un dels avenços més significatius des de l'arquitectura, tant qualitatius com quantitatius, per a la millora de la qualitat de vida de les dones. Altres arquitectes van fer després una reflexió sobre el disseny de la cuina a principis del segle XX: Jane Drew, Charlotte Perriand i Aino Aalto.
A l'octubre de 1930 Margarete Schütte i el seu marit deixaren Frankfurt, al costat d'Ernst May i 17 arquitectes més, per continuar treballant a les noves ciutats i conjunts d'habitatge de la Unió Soviètica. Schütte-Lihotzky serà aleshores la responsable dels projectes d'edificis per a la infància. Des de Moscou van fer diversos viatges per la Unió Soviètica, i l 1934 la seva tasca es van estendre a la Xina i Japó, on van coincidir amb Bruno Taut i la seva dona, exiliats. A la Xina van dictar una sèrie de conferències i Schütte-Lihotzky, per encàrrec del govern, va redactar els criteris rectors per als jardins d'infància.
A principis de 1937 la parella Schütte-Lihotzky abandonà la Unió Soviètica i a l'agost de 1938 es van traslladar definitivament a Turquia, per treballar en l'Acadèmia de Belles Arts d'Istanbul, i projectar escoles per al Ministeri d'educació, per intermediació de Bruno Taut. Allí Margarete Schütte-Lihotzky es va unir a la resistència austríaca, per la qual cosa entrà a Àustria de manera clandestina el 1940, sent detinguda per la policia, i condemnada a pena de mort, permutada per 15 anys de presó. Va estar presa fins a l'alliberament de Viena el 1945. El 1985 va publicar un llibre que recull la seva experiència de la guerra des de la resistència i la presó: Erinnerungen aus den Widestand, 1938-1945.
Al febrer de 1947 el matrimoni tornà a Viena, on van exercir la professió tant en projectes conjunts com individuals. Es van separar el 1951.
És d'aquests anys el disseny de la Kindergarten am Kapaunplatz, en què posa en pràctica diverses teories sanitàries i pedagògiques relacionades amb la distribució de l'espai, la ventilació, il·luminació, la relació de l'interior amb l'exterior, aplicades al jardí d'infants.
Entre 1946 i la seva mort, l'any 2002, Margarete Schütte-Lihotzky va continuar molt activa en la professió, fent especialment projectes d'habitatges i jardins d'infants, dictant conferències, participant en els dos primers congressos internacionals d'arquitectura (CIAM) de la postguerra. No obstant això, el seu compromís amb el socialisme va fer que no rebés els encàrrecs que mereixia d'acord amb la seva experiència i prestigi.
Margarete Schütte-Lihotzky va tenir una posició compromesa des del començament de la seva carrera respecte a la societat i la responsabilitat de les persones que exerceixen l'arquitectura, posició que marcaria tant la seva vida professional com personal.

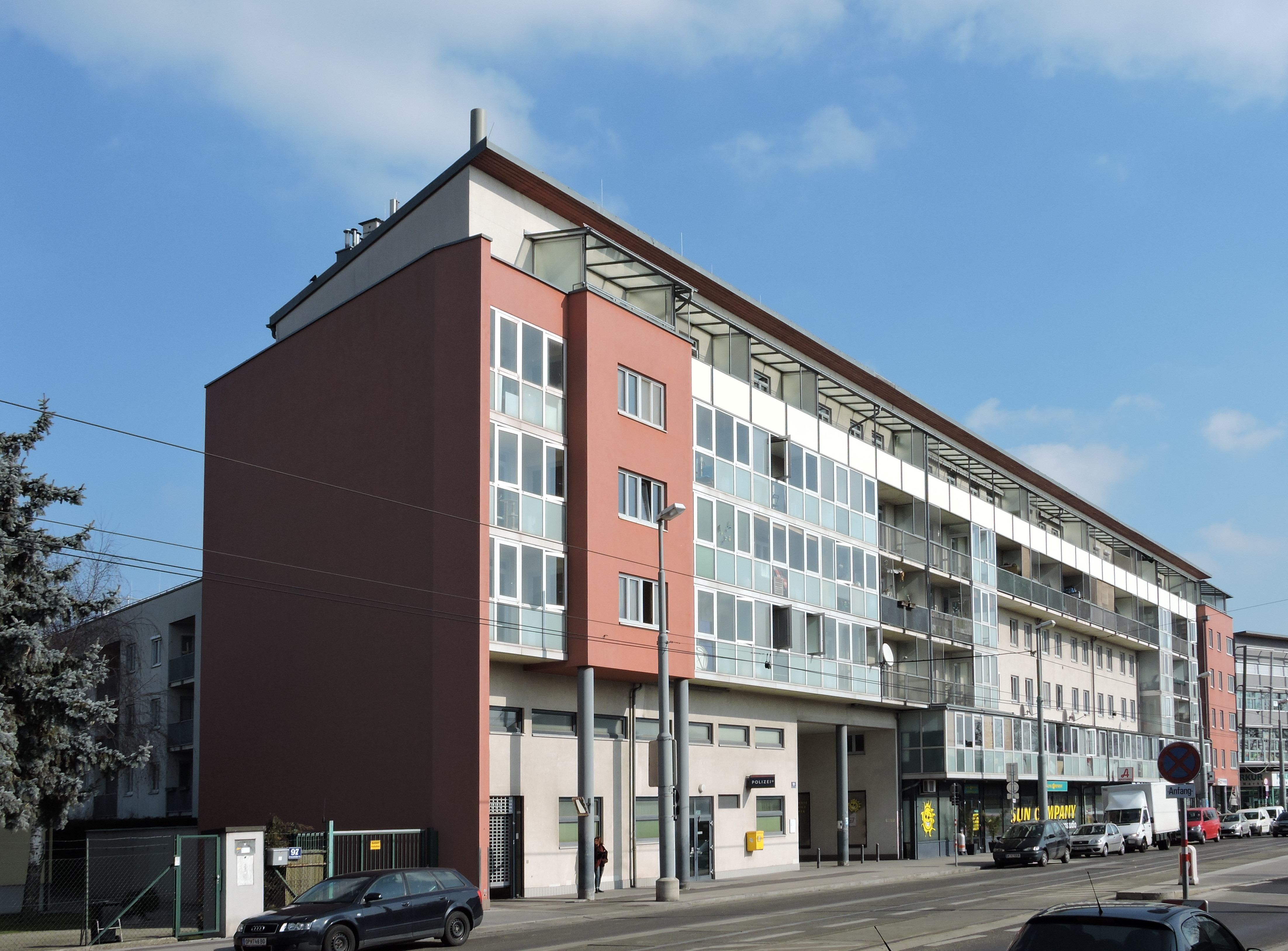
Edifici residencial projectat per Schütte-Lihotzky

## Activitat política i activisme
Va fundar amb Lina Loos la Unió de les Dones Democràtiques d'Àustria, de la qual va ser nomenada presidenta el 1948, i des de 1969 presidenta honorària. Al primer Congrés de la Federació Internacional de Dones Democràtiques reclamava: el manteniment del sou durant les malalties dels fills per a dones treballadores; modificacions del dret conjugal (modificat a Àustria, en el sentit que ella reclamava el 1976); el dret a participar en l'elecció dels estudis i treball dels fills; la condició de comuns dels béns adquirits durant el matrimoni; un dia al mes per a assumptes domèstics a les treballadores, i, entre d'altres reclamacions més, el reconeixement de les labors de mestressa de casa com a professió.

## Reconeixements
Gairebé al final de la seva vida va rebre molts reconeixements, com el del mèrit per l'alliberament d'Àustria el 1978; el premi d'arquitectura de Viena el 1980; la medalla Prechtl del Politècnic de Viena el 1987 i la Creu d'Honor d'or, màxim reconeixement d'Àustria, el 1997.

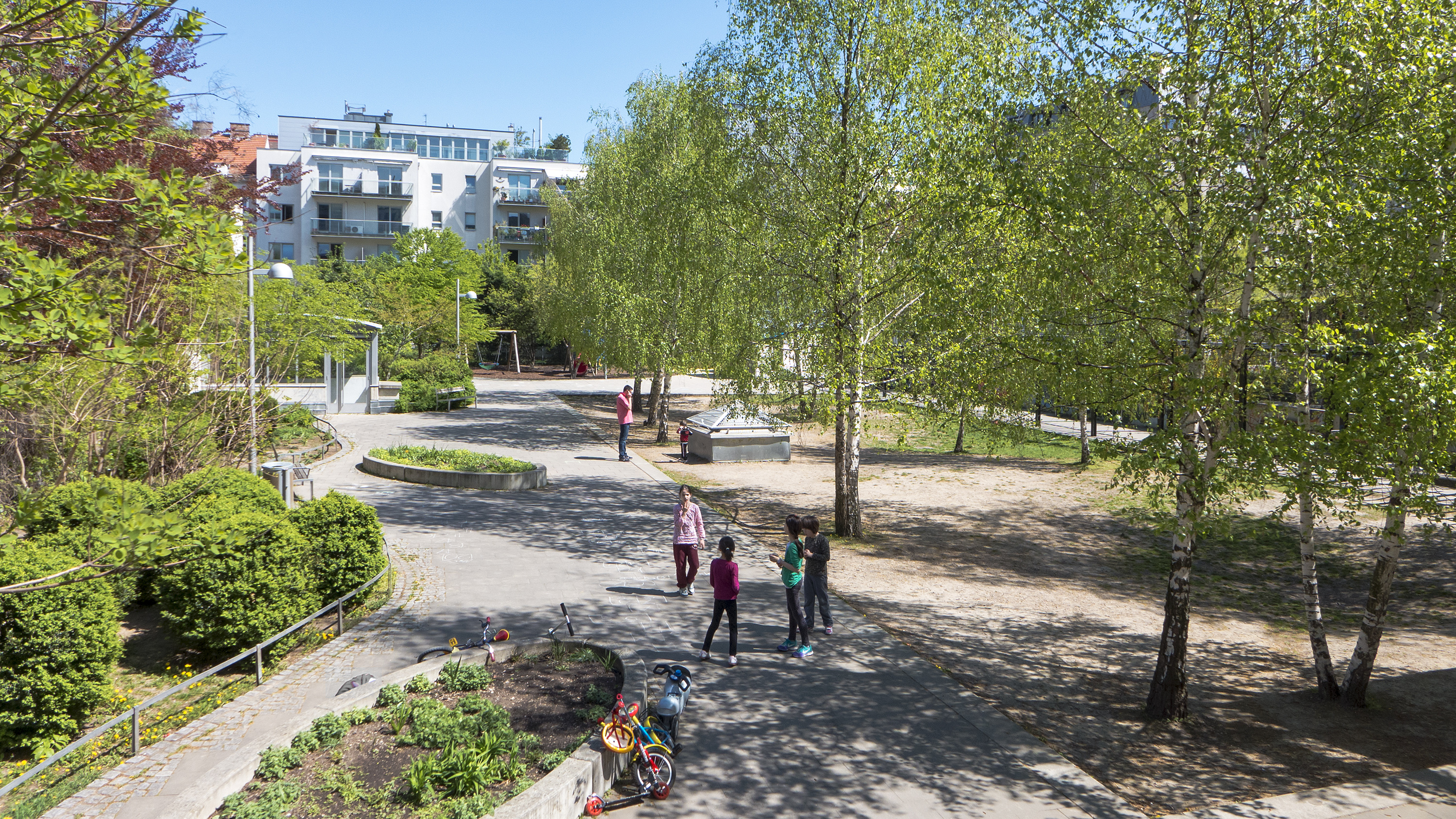
Parc de Schütte-Lihotzky, a Viena

La ciutat de Viena li va dedicar un parc que porta el seu nom.
En honor seu va ser anomenada Margarete Schütte-Lihotzky – Hof la primera experiència de Frauen WerksStadt a Viena, promoguda per Eva Kail el 1993, i de la qual ella mateixa va ser jurat del concurs. Aquest projecte es basa precisament en les mateixes premisses que ella havia establert, de com des de l'arquitectura, des d'un programa d'habitatge, es podia facilitar la incorporació en igualtat d'oportunitats de les dones al món públic. El Master Pla va ser guanyat i realitzat per Franziska Ullmann, els edificis van ser projectats per ella mateixa, Elsa Prochazka, Gisela Prodeka i Liselotte Peretti.